# Jagiellonia Białystok w sezonie 1974/1975

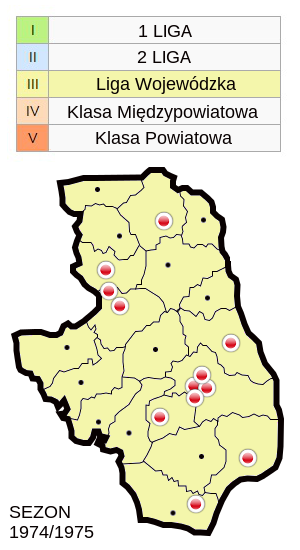
BOZPN - Zespoły występujące w Lidze Wojewódzkiej w sezonie 1974/75

Jagiellonia Białystok przystąpiła do rozgrywek Ligi Wojewódzkiej (dawna Okręgowa) Białostockiego OZPN.

Władze postanowiły raz jeszcze zafundować zmianę nazw niższych lig, Liga Okręgowa stała się Ligą Wojewódzką.

## III poziom rozgrywkowy
Sezon przyniósł wielkie zmiany w Jagiellonii oraz w białostockiej piłce nożnej. Po spadku Włókniarza z II ligi władze WFS (Wojewódzkiej Federacji Sportu) postanowiły wesprzeć Jagiellonię i przesunęły 12 piłkarzy Włókniarza do zespołu Jagiellonii. Zmieniono także trenera, nowym szkoleniowcem zespołu został Zbigniew Bania. Powyższe zmiany miały na celu stworzenie jednego silnego klubu białostockiego, tak aby mógł skutecznie walczyć na wyższych poziomach rozgrywkowych. Jednym słowem „nadszedł czas” na Jagiellonię.
Jagiellonia od początku sezonu rywalizuje z głównym faworytem do awansu, zespołem Wigier Suwałki. Do tej rywalizacji przyłączył się spadkowicz z II-ligi, białostocki Włókniarz, jednak „Jaga” bije rywali w rundzie wiosennej i z wynikiem 37pkt. (17 zwycięstw, 3 remisy i 2 porażki) zwycięża ligę i przechodzi do eliminacji o II ligę.

Trzeci raz z rzędu białostoczanie zajmują 1 miejsce w lidze wojewódzkiej, sprawdziło się przysłowie „do trzech razy sztuka”, gdyż rok 1975 okazał się przełomowym w powojennej historii klubu przypieczętowany historycznym awansem do II ligi.

W eliminacjach Jagiellonia pokonuje Wisłę Tczew, Wisłę Płock oraz Gwardię Olsztyn z dorobkiem 9 pkt awansuje do II ligi.
Po raz pierwszy w okręgu białostockim do II ligi awansowała drużyna w bezpośredniej walce, wcześniej w przypadku Włókniarza i Gwardii nastąpiło to wskutek odgórnych działań władz PZPN.

## Końcowa tabela Ligi Wojewódzkiej - Białostocki OZPN
| Lp. | Drużyna               | M  | Z  | R | P  | Bramki | Bramki | Różn. | Pkt. | Uwagi                 |
| --- | --------------------- | -- | -- | - | -- | ------ | ------ | ----- | ---- | --------------------- |
| 1   | Jagiellonia Białystok | 22 | 17 | 3 | 2  | 68     | 12     | +56   | 37   | Eliminacje do II ligi |
| 2   | Włókniarz Białystok   | 22 | 14 | 6 | 2  | 59     | 14     | +45   | 34   |                       |
| 3   | Wigry Suwałki         | 22 | 13 | 4 | 5  | 42     | 20     | +22   | 30   |                       |
| 4   | Gwardia Białystok     | 22 | 12 | 6 | 4  | 36     | 19     | +17   | 30   |                       |
| 5   | Husar Nurzec          | 22 | 12 | 3 | 7  | 41     | 34     | +7    | 27   |                       |
| 6   | Mazur Ełk             | 22 | 7  | 5 | 10 | 29     | 34     | -5    | 19   |                       |
| 7   | Ognisko Białystok     | 22 | 7  | 5 | 10 | 23     | 35     | -12   | 19   |                       |
| 8   | Sokół Sokółka         | 22 | 6  | 6 | 10 | 36     | 34     | +2    | 18   |                       |
| 9   | Pogoń Łapy            | 22 | 5  | 6 | 11 | 16     | 35     | -19   | 16   |                       |
| 10  | Puszcza Hajnówka      | 22 | 4  | 7 | 11 | 27     | 47     | -20   | 15   |                       |
| 11  | Warmia Grajewo        | 22 | 4  | 4 | 14 | 20     | 60     | -40   | 12   |                       |
| 12  | Pomorzan Prostki      | 22 | 1  | 5 | 16 | 13     | 66     | -53   | 7    | Spadek                |

- Ze względu na awans Jagiellonii w lidze utrzymała się Warmia.
- Awans z Klasy Międzypowiatowej (dawna klasa A) : Jagiellonia II Białystok, Rominta Gołdap.

Królem strzelców Ligi okręgowej został Piotr Sieliwonik (Jagiellonia) - 25 bramek

### Eliminacje do II ligi
| Lp. | Drużyna               | M | Z | R | P | Bramki | Bramki | Różn. | Pkt. | Uwagi            |
| --- | --------------------- | - | - | - | - | ------ | ------ | ----- | ---- | ---------------- |
| 1   | Jagiellonia Białystok | 6 | 4 | 1 | 1 | 13     | 6      | +7    | 9    | Awans do II ligi |
| 2   | Wisła Tczew           | 6 | 4 | 1 | 1 | 6      | 4      | +2    | 9    |                  |
| 3   | Wisła Płock           | 6 | 2 | 1 | 3 | 9      | 7      | +2    | 5    |                  |
| 3   | Gwardia Olsztyn       | 6 | 0 | 1 | 5 | 5      | 16     | -11   | 1    |                  |

| Lp. | Gospodarz / Gość →    | JAG | WTC | WPL | GWA |
| --- | --------------------- | --- | --- | --- | --- |
| 1   | Jagiellonia Białystok | X   | 2:0 | 1:0 | 4:0 |
| 2   | Wisła Tczew           | 1:0 | X   | 2:1 | 1:0 |
| 3   | Wisła Płock           | 2:3 | 1:0 | X   | 5:1 |
| 4   | Gwardia Olsztyn       | 3:3 | 1:2 | 0:1 | X   |

## Skład, statystyka, transfery
| Nr | Zawodnik               | Poz. | Data ur.   | Wz.  | Mecze | Br. | Transfer z/do                 | Ostatni klub        |
| -- | ---------------------- | ---- | ---------- | ---- | ----- | --- | ----------------------------- | ------------------- |
|    | Edward Korotkiewicz    | BR   | 01.04.1948 | 1,90 | -     | -   | 1974(j) z Włókniarz Białystok | Włókniarz Białystok |
|    | Grzegorz Szerszenowicz | BR   | 15.01.1945 | -    | -     | -   |                               | Broń Radom          |
|    | Piotr Martyniuk        | BR   | ?.?.1956   | -    | -     | -   | 1974(j) z ?                   | b.d.                |
|    | Jan Węcławski          | BR   | b.d.       | -    | -     | -   |                               | b.d.                |
|    | Stanisław Szwejkowski  | OB   | 4.05.1947  | -    | -     | -   | 1974(j) z Włókniarz Białystok | Włókniarz Białystok |
|    | Jerzy Łapicz           | OB   | ?.?.1949   | -    | -     | -   | 1974(j) z Włókniarz Białystok | Włókniarz Białystok |
|    | Jan Drumski            | OB   | ?.?.1947   | -    | -     | 1   | 1974(j) z Włókniarz Białystok | Włókniarz Białystok |
|    | Czesław Gościłowicz    | OB   | ?.?.1951   | -    | -     | -   | 1974(j) z Włókniarz Białystok | Włókniarz Białystok |
|    | Tadeusz Wiśniewski     | OB   | ?.?.1947   | -    | -     | -   |                               | b.d.                |
|    | Sławomir Tołkacz w     | OB   | ?.?.1955   | -    | -     | -   |                               | wychowanek          |
|    | Ryszard Chrzanowski w  | OB   | 24.08.1948 | 1,78 | -     | -   |                               | wychowanek          |
|    | Jerzy Stankiewicz w    | OB   | b.d.       | -    | -     | -   |                               | wychowanek          |
|    | Jerzy Burak            | OB   | b.d.       | -    | -     | -   |                               | Wigry Suwałki       |
|    | Ryszard Święciński     | OB   | ?.?.1954   | -    | -     | -   |                               | b.d.                |
|    | Ryszard Karalus        | PO   | 26.05.1945 | -    | -     | -   | 1974(j) z Włókniarz Białystok | Włókniarz Białystok |
|    | Andrzej Pietrzyk       | PO   | 1.11.1945  | 1,76 | -     | 1   | 1974(j) z                     | Włókniarz Białystok |
|    | Tadeusz Siejewicz      | PO   | 24.02.1951 | 1,76 | -     | -   | 1974(j) z Włókniarz Białystok | Włókniarz Białystok |
|    | Marian Cieslik         | PO   | ?.?.1951   | -    | -     | 6   | 1975(w) z Włókniarz Białystok | Włókniarz Białystok |
|    | Jan Żukowski           | PO   | ?.?.1952   | -    | -     | -   | 1974(j) z Włókniarz Białystok | Włókniarz Białystok |
|    | Henryk Bartos          | PO   | b.d.       | -    | -     | -   | 1974(j) z Włókniarz Białystok | Włókniarz Białystok |
|    | Zbigniew Skoczylas     | PO   | 21.08.1951 | -    | -     | 2   |                               | Husar Nurzec        |
|    | Hieronim Łada          | PO   | b.d.       | -    | -     | -   |                               | Stal Kraśnik        |
|    | Henryk Pasierski       | PO   | 5.02.1943  | -    | -     | -   |                               | Włókniarz Białystok |
|    | Piotr Sieliwonik       | NA   | ?.?.1952   | -    | -     | 25  | 1974(j) z Włókniarz Białystok | Włókniarz Białystok |
|    | Wojciech Konf          | NA   | ?.?.1946   | -    | -     | 3   | 1975(w) z Avia Świdnik        | Avia Świdnik        |
|    | Bohdan Kucharski       | NA   | b.d.       | -    | -     | -   | 1974(j) z Włókniarz Białystok | Włókniarz Białystok |
|    | Leon Zińczuk           | NA   | ?.?.1947   | -    | -     | -   |                               | b.d.                |
|    | Kazimierz Mudrewicz    | NA   | ?.?.1950   | -    | -     | -   |                               | Sokół Sokółka       |
|    | Jerzy Zawiślan         | NA   | 18.10.1951 | -    | -     | 10  |                               | Sandecja Nowy Sącz  |
|    | Jerzy Kolendo          | NA   | ?.?.1951   | -    | -     | -   |                               | Stal Rzeszów        |
|    | Eugeniusz Guzowski     | OB   | b.d.       | -    | -     | -   | do ?                          | b.d.                |
|    | Andrzej Kupiński       | NA   | b.d.       | -    | -     | -   | do ?                          | b.d.                |
|    | Antoni Zubski          | NA   | b.d.       | -    | -     | -   | do ?                          | b.d.                |

## Mecze
| Mecze i wyniki | Mecze i wyniki       | Mecze i wyniki      | Mecze i wyniki | Mecze i wyniki | Mecze i wyniki      | Mecze i wyniki | Mecze i wyniki                                                                                 | Poz w lidze. | Poz w lidze. | Poz w lidze. |
| Lp. | Data                 | Rozgrywki           | F.             | D/W            | Przeciwnik          | Wynik          | Strzelcy bramek                                                                                | M.           | P.           | Br.          |
| --- | -------------------- | ------------------- | -------------- | -------------- | ------------------- | -------------- | ---------------------------------------------------------------------------------------------- | ------------ | ------------ | ------------ |
| 1 609 | 04.08.1974 Białystok | Liga Woj. - 1 kol.  | -              | D              | Warmia Grajewo      | 5:1            | Łada 5' 80' Zińczuk 32' Bartos 34' Zawiślan 36'                                                | 2            | 2            | 5:1          |
| 2 610 | 11.08.1974 Ełk       | Liga Woj. - 2 kol.  | 500            | W              | Mazur Ełk           | 0:0            |                                                                                                | 2            | 3            | 5:1          |
| 3 611 | 18.08.1974 Białystok | Liga Woj. - 3 kol.  | 1500           | D              | Puszcza Hajnówka    | 6:0            | Sieliwonik x2, Kucharski x2, Bartos Zińczuk                                                    | 2            | 5            | 11:1         |
| 4 612 | 25.08.1974 Uhowo     | Liga Woj. - 4 kol.  | 400            | W              | Pogoń Łapy          | 0:1            | Drumski 35'                                                                                    | 2            | 7            | 12:1         |
| 5 613 | 01.09.1974 Białystok | Liga Woj. - 5 kol.  | 1000           | D              | Husar Nurzec        | 5:0            | Sieliwonik 32' 36' 47' 86' Zawiślan 38'                                                        | 2            | 9            | 17:1         |
| 6 614 | 15.09.1974 Sokółka   | Liga Woj. - 6 kol.  | -              | W              | Sokół Sokółka       | 1:2            | Sieliwonik 39' 54'                                                                             | 2            | 11           | 19:2         |
| 7 615 | 22.09.1974 Białystok | Liga Woj. - 7 kol.  | 500            | D              | Pomorzan Prostki    | 10:0           | Karalus 14' 61' Sieliwonik 25' 52' 85' Zińczuk 32' 41' Zawiślan 65' Mudrewicz 77' Żukowski 83' | 1            | 13           | 29:2         |
| 8 616 | 29.09.1974 Białystok | Liga Woj. - 8 kol.  | 400            | W              | Gwardia Białystok   | 2:1            | Sieliwonik                                                                                     | 2            | 13           | 30:4         |
| 9 | 6.10.1974 Ełk        | PP OKR. - III rzut  | -              | W              | Mazur II Ełk        | 1:2            | Zawiślan, Karalus                                                                              | awans        | awans        | awans        |
| 10 617 | 13.10.1974 Białystok | Liga Woj. - 9 kol.  | 300            | D              | Ognisko Białystok   | 2:0            | Karalus 69' Zawiślan 74'                                                                       | 2            | 15           | 34:4         |
| 11 | 20.10.1974 Szczuczyn | PP OKR. - IV rzut   | -              | W              | Wissa Szczuczyn     | 0:3            |                                                                                                | awans        | awans        | awans        |
| 12 618 | 27.10.1974 Suwałki   | Liga Woj. - 10 kol. | 5000           | W              | Wigry Suwałki       | 1:1            | Sieliwonik 45'                                                                                 | 2            | 16           | 33:5         |
| 13 619 | 03.11.1974 Białystok | Liga Woj. - 11 kol. | 300            | D              | Włókniarz Białystok | 1:3            | Sieliwonik 19'                                                                                 | 3            | 16           | 34:8         |
| 14 | ?.?.1974 Wasilków    | PP OKR. - V rzut    | -              | W              | Łoś Wasilków        | 1:5            | Siejewicz x2, Sieliwonik x1, Zawiślan x1(k)                                                    | awans        | awans        | awans        |
| 15 620 | 23.03.1975 Grajewo   | Liga Woj. - 12 kol. | 800            | W              | Warmia Grajewo      | 0:4            | Zawiślan 2' 35' 85' Siejewicz 64'                                                              | 2            | 18           | 38:8         |
| 16 621 | 06.04.1975 Białystok | Liga Woj. - 13 kol. | 1500           | D              | Mazur Ełk           | 1:0            | Sieliwonik 23'                                                                                 | 2            | 20           | 39:8         |
| 17 622 | 13.04.1975 Hajnówka  | Liga Woj. - 14 kol. | -              | W              | Puszcza Hajnówka    | 1:4            | Zawiślan 18' Cieślik 55' (sam)23' (sam)41'                                                     | 1            | 22           | 43:9         |
| 18 623 | 20.04.1975 Białystok | Liga Woj. - 15 kol. | 500            | D              | Pogoń Łapy          | 6:1            | Cieślik 20' 25' 67' Sielewonik 55' 83' Zawiślan 10'                                            | 1            | 24           | 49:10        |
| 19 624 | 27.04.1975 Nurzec    | Liga Woj. - 16 kol. | -              | W              | Husar Nurzec        | 0:3            | Konf 23' Sieliwonik 68' 79'                                                                    | 1            | 26           | 52:10        |
| 20 625 | 01.05.1975 Białystok | Liga Woj. - 17 kol. | 1000           | D              | Sokół Sokółka       | 1:0            | Siejewicz 44'                                                                                  | 1            | 28           | 53:10        |
| 21 | 4.05.1975 Szczuczyn  | PP OKR. - 1/2       | -              | W              | Wigry Suwałki       | 1:2            | Zawiślan 45' Siejewicz 70'                                                                     | awans        | awans        | awans        |
| 22 626 | 11.05.1975 Prostki   | Liga Woj. - 18 kol. | -              | W              | Pomorzan Prostki    | 0:5            | Sieliwonik x2, Skoczylas, Cieślik, Mudrewicz                                                   | 1            | 30           | 58:10        |
| 23 627 | 18.05.1975 Białystok | Liga Woj. - 19 kol. | 800            | D              | Gwardia Białystok   | 3:0            | Konf 11' 83' Cieślik 45'                                                                       | 1            | 32           | 61:10        |
| 24 628 | 25.05.1975 Białystok | Liga Woj. - 20 kol. | 200            | W              | Ognisko Białystok   | 0:4            | Sieliwonik 34' 47' Siejewicz 5' Pietrzyk 75'                                                   | 1            | 34           | 65:10        |
| 25 0 | 29.05.1975 Białystok | PP OKR. - Finał     | -              | D              | Włókniarz Białystok | 0:0 (3:2k)     |                                                                                                | złoto        | złoto        | złoto        |
| 26 629 | 01.06.1975 Białystok | Liga Woj. - 21 kol. | 2500           | D              | Wigry Suwałki       | 2:1            | Skoczylas 12' Sieliwonik 20'                                                                   | 1            | 36           | 67:11        |
| 27 630 | 08.06.1975 Białystok | Liga Woj. - 22 kol. | 400            | W              | Włókniarz Białystok | 1:1            | Sieliwonik 77'                                                                                 | 1            | 37           | 68:12        |
| 28 | 25.06.1975 Olsztyn   | Baraże o II ligę    | -              | W              | Gwardia Olsztyn     | 3:3            | Siejewicz 20' Zawiślan 79' 85'                                                                 | 2            | 1            | 3:3          |
| 29 | 29.06.1975 Białystok | Baraże o II ligę    | 3000           | D              | Wisła Płock         | 1:0            | Konf 61'                                                                                       | 2            | 3            | 4:3          |
| 30 | 2.07.1975 Pelplin    | Baraże o II ligę    | -              | W              | Wisła Tczew         | 1:0            |                                                                                                | 3            | 3            | 4:4          |
| 31 | 6.07.1975 Białystok  | Baraże o II ligę    | 5000           | D              | Gwardia Olsztyn     | 4:0            | Szwejkowski 47' Mudrewicz 63' Żukowski 84' Konf 90'                                            | 2            | 5            | 8:4          |
| 32 | 9.07.1975 Płock      | Baraże o II ligę    | 5000           | W              | Wisła Płock         | 2:3            | Sieliwonik 23' Drumski 69' Zawiślan 80'                                                        | 2            | 7            | 11:6         |
| 33 | 13.07.1975 Białystok | Baraże o II ligę    | 12000          | D              | Wisła Tczew         | 2:0            | Zawiślan 72' 84'                                                                               | 1            | 9            | 13:6         |
| - rozgrywki ligowe, - rozgrywki pucharu polski, - rozgrywki pucharu ligi, - rozgrywki ligi europejskiej, - mecze barażowe lub eliminacyjne, - inne. Liczba meczów w sezonie:1 2 (wszystkie mecze na najwyższym poziomie rozgrywkowym)3 (wszystkie mecze w rozgrywkach ligowych bez baraży) , Puchar Polski: 2 (mecze Pucharu Polski na szczeblu centralnym)3 (wszystkie mecze w Pucharze Polski) |                      |                     |                |                |                     |                |                                                                                                |              |              |              |

## Mecze towarzyskie
| Mecze i wyniki | Mecze i wyniki       | Mecze i wyniki | Mecze i wyniki | Mecze i wyniki | Mecze i wyniki                    | Mecze i wyniki | Mecze i wyniki                                      |
| Lp.            | Data, Kraj, Miasto   | Mecze          | Frekw.         | D/W            | Przeciwnik                        | Wynik          | Strzelcy bramek                                     |
| -------------- | -------------------- | -------------- | -------------- | -------------- | --------------------------------- | -------------- | --------------------------------------------------- |
| 1              | 7.09.1974 Kowno      | tow.           | -              | W              | Kowno-Białystok                   | 3:3            | Zawiślanx2, Sieliwonik, 1-0 (Drumski)               |
| 2              | 8.09.1974 Kowno      | tow.           | -              | W              | Kowno-Białystok                   | 0:1            | Drumski                                             |
| 3              | 2.09.1974 Olsztyn    | tow.           | -              | W              | Stomil Olsztyn (2 poziom)         | 1:2            | Zawiślan, Karalus                                   |
| 4              | 9.11.1974 Świdnik    | tow.           | -              | W              | Avia Świdnik (2 poziom)           | b.d.           |                                                     |
| 5              | ?.03.1975 Muszyna    | sparing        | -              | W              | Odra Opole (2 poziom)             | 4:0            |                                                     |
| 6              | ?.03.1975 Muszyna    | sparing        | -              | W              | Stal Brzeg (3 poziom)             | 2:2            |                                                     |
| 7              | ?.03.1975 Muszyna    | sparing        | -              | W              | Motor Praszka (? poziom)          | 2:2            |                                                     |
| 8              | 20.05.1975 Białystok | tow.           | -              | D              | Stal-FSO Warszawa (3 poziom)      | 5:0            | Konf x3, Sieliwonik, Szwejkowski                    |
| 9              | 10.06.1975 Białystok | tow.           | 1500           | D              | FSV Kali Werra Tiefenort (2 poz.) | 3:2            | Sieliwonik 30’ Karalus 61’ (Jacob 44’ 66’ Krug 84’) |